# Kluczewsko (gmina)
Kluczewsko – gmina wiejska w województwie świętokrzyskim, w powiecie włoszczowskim. W latach 1975–1998 gmina należała do województwa piotrkowskiego.
Siedzibą gminy jest miejscowość Kluczewsko.
Według danych z 30 czerwca 2004 gminę zamieszkiwało 5196 osób.

## Historia
- 1867, Komitet Urządzający w Królestwie Polskiem w imieniu cara Aleksandra II przeprowadza nowy podział administracyjny – powstaje gmina wiejska Kluczewsko, w powiecie włoszczowskim, guberni kieleckiej[4] oraz gmina Dobromierz, w powiecie koneckim, guberni radomskiej – tereny obu  gmin należą obecnie do gminy Kluczewsko[5].
- 1954–1972 gromada Kluczewsko
- 1 stycznia 1973 reaktywowano gminę Kluczewsko[6]

- 1990–1998 roku gmina Kluczewsko należała do Makroregionu Środkowego, województwa piotrkowskiego i znajdowała się w granicach Urzędu Rejonowego w Radomsku.

- od 1999 roku gmina Kluczewsko należy do województwa świętokrzyskiego oraz powiatu włoszczowskiego

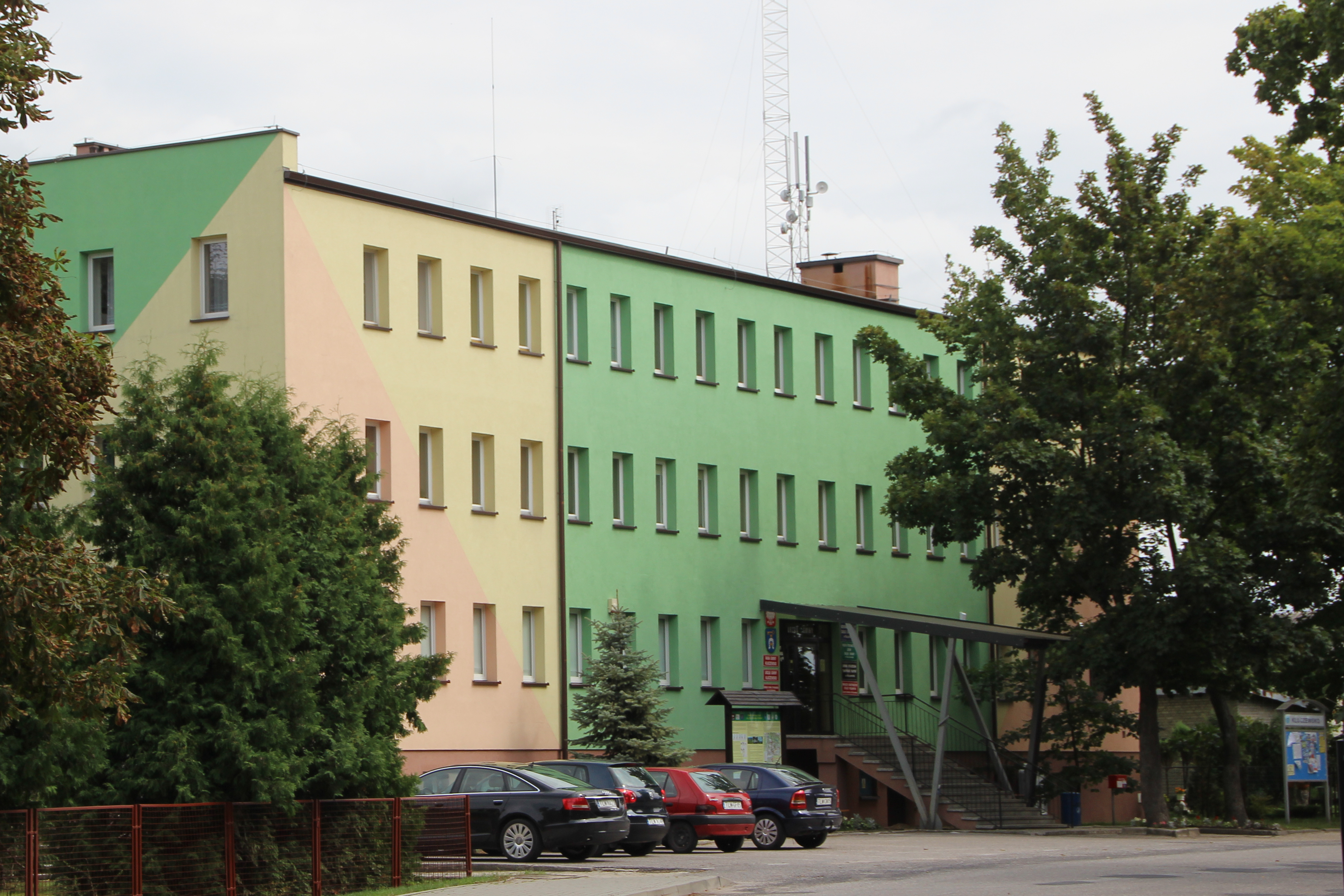
Budynek urzędu gminy w Kluczewsku.

## Położenie

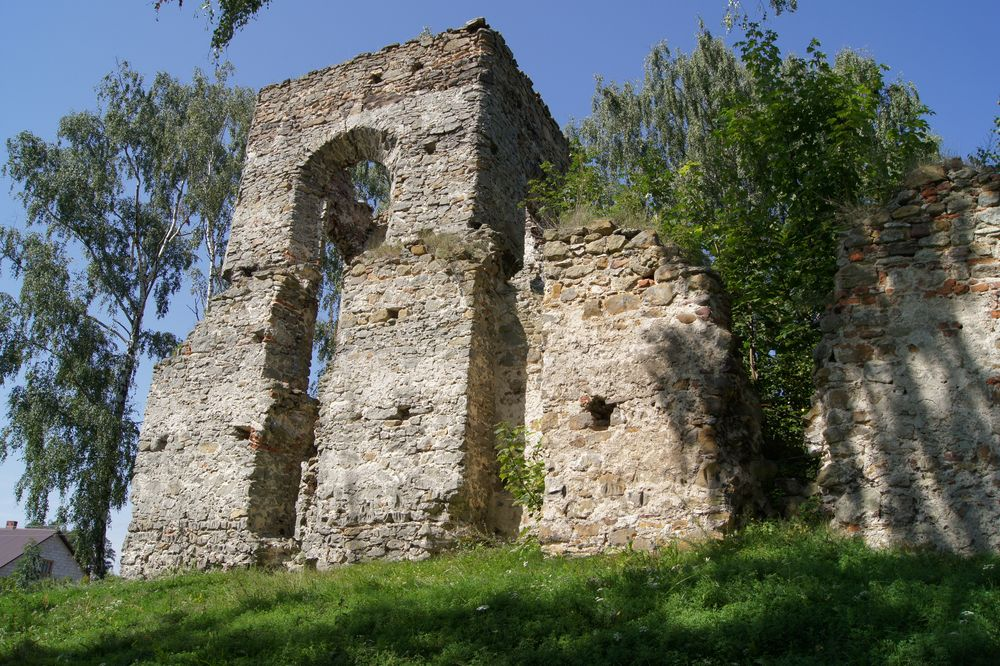
Zbór kalwiński z XVI w. w Łapczynej Woli.

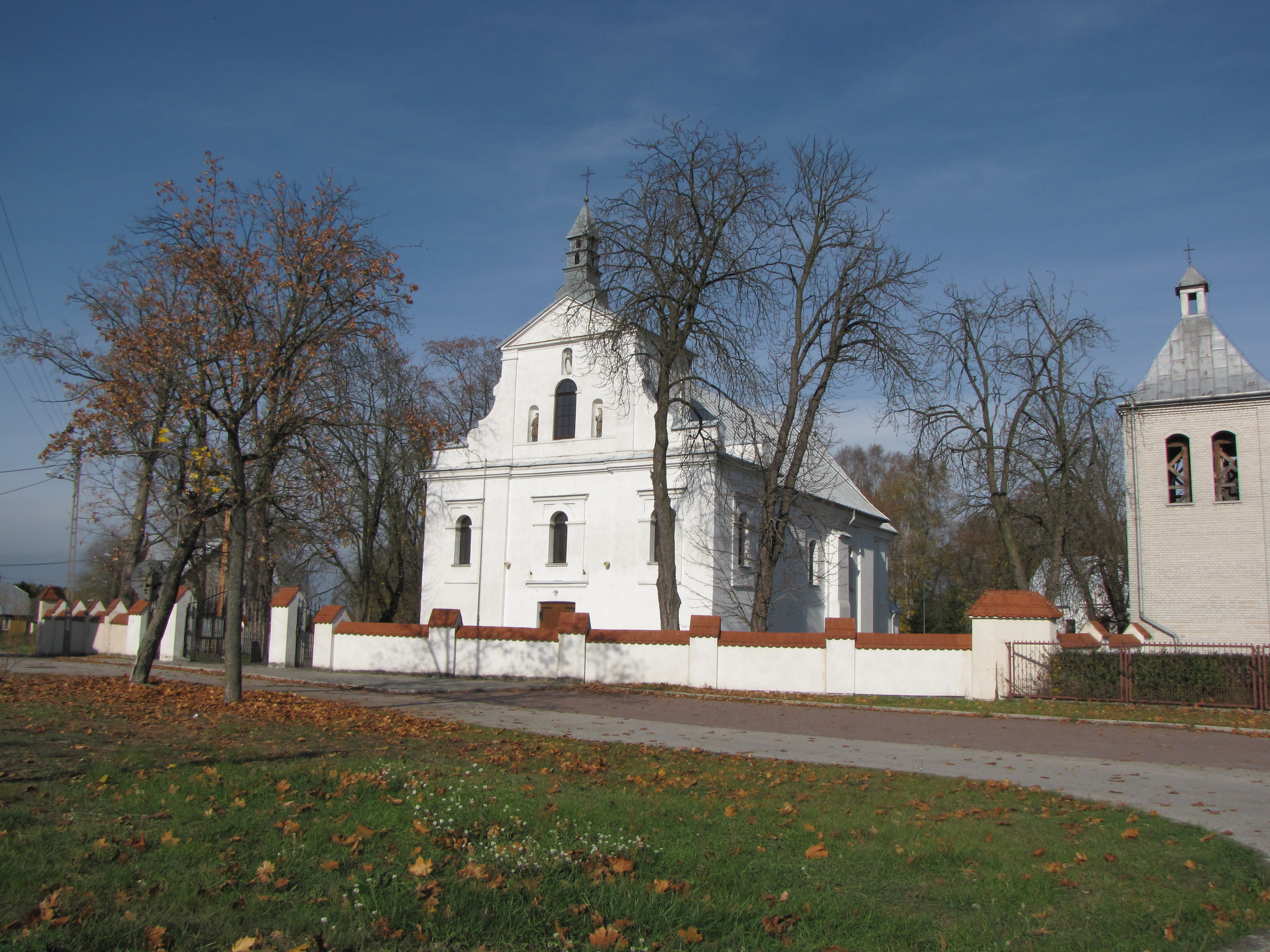
Kluczewsko, Kościół św. Wawrzyńca z XIX w.

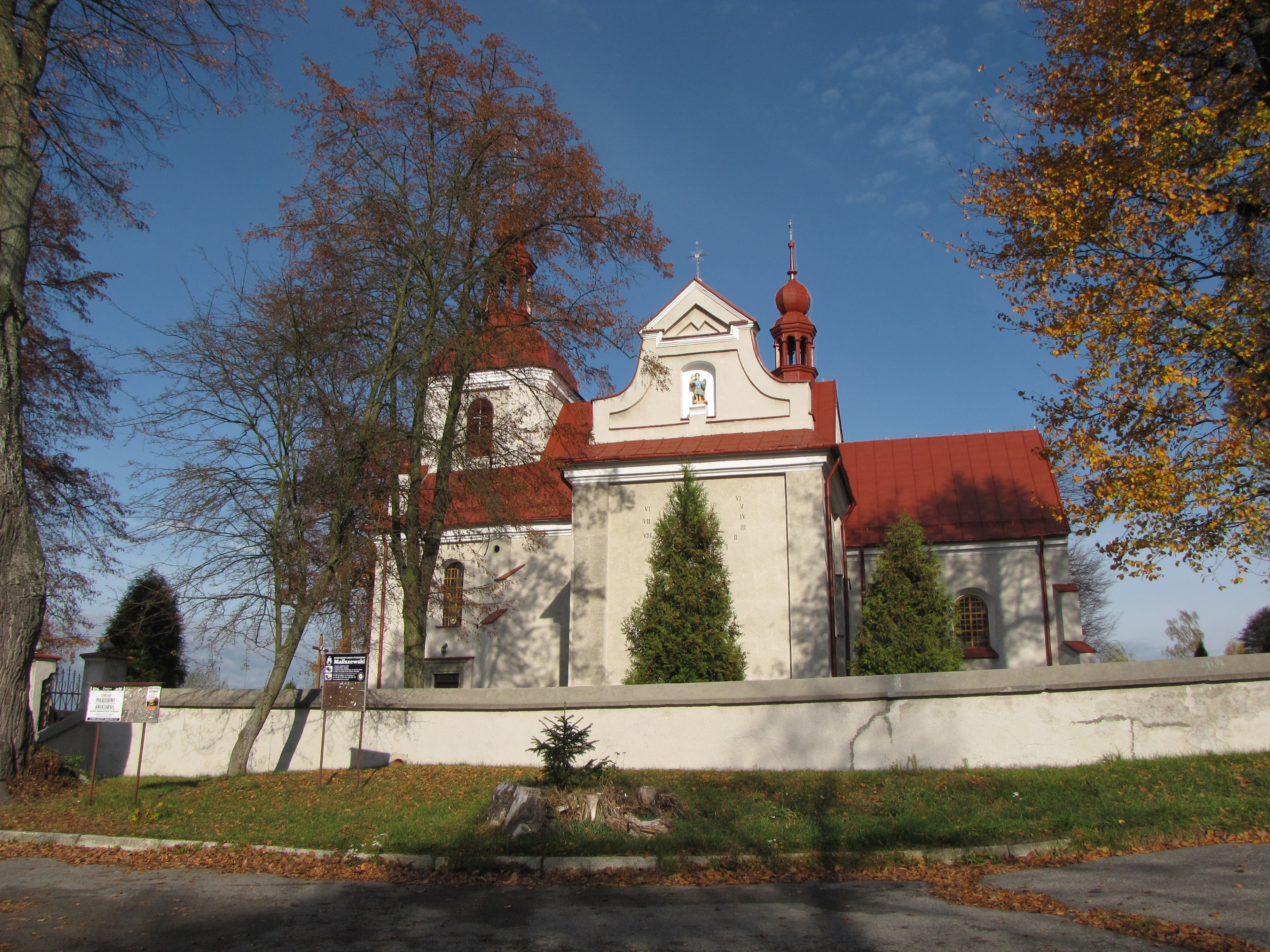
Kościół św. Jakuba w Stanowiskach.

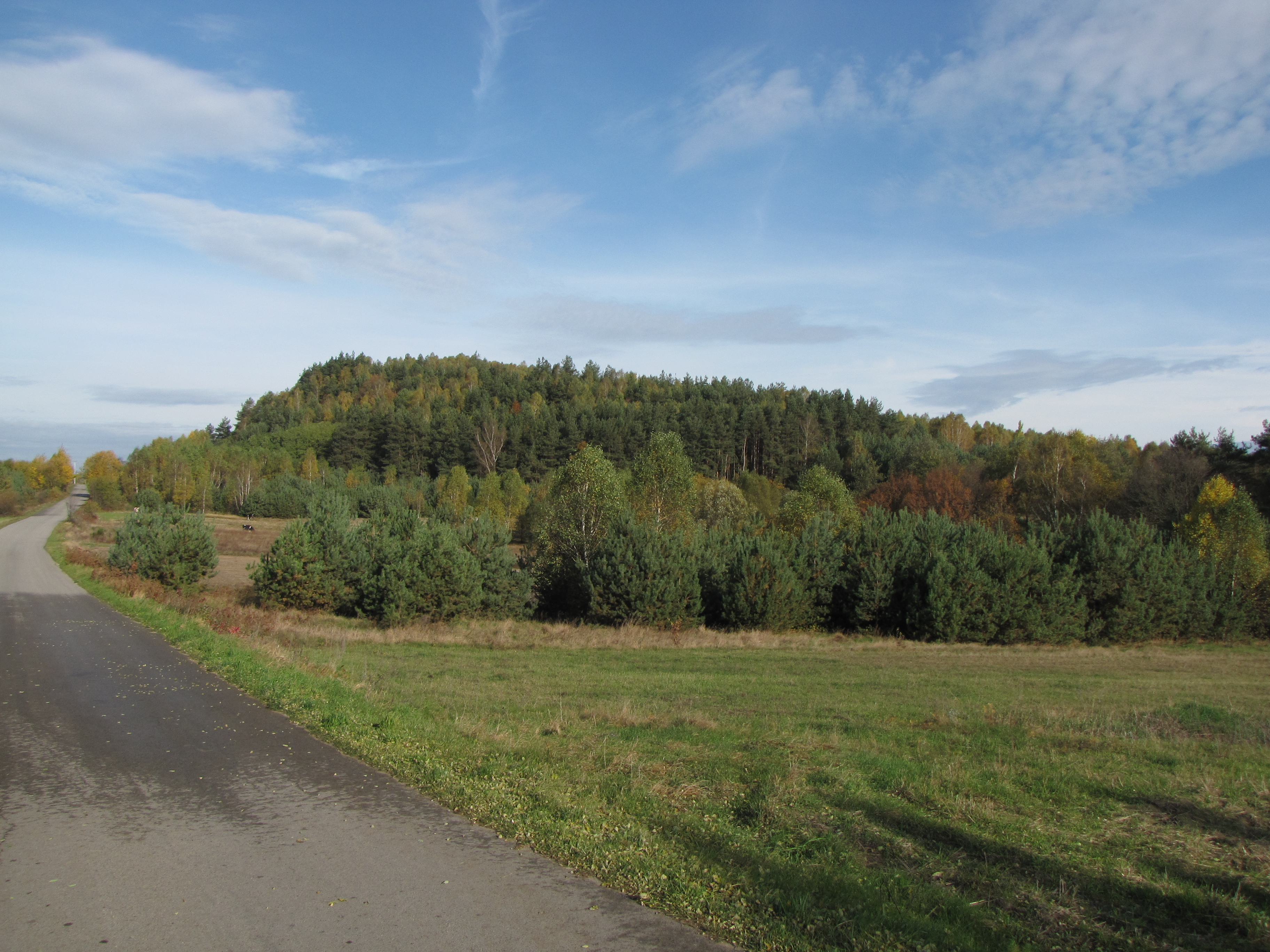
Góra Krzemycza.

Gmina Kluczewsko położona jest w północno-zachodniej części województwa świętokrzyskiego, równocześnie będąc najbardziej wysuniętą na północ gminą w powiecie włoszczowski. Przez teren gminy południkowo przebiega droga wojewódzka nr 742 łącząca Przygłów z Nagłowicami. Droga ta łączy również dwa najbliższe miasta regionu Włoszczowę oraz Przedbórz.
Największymi rzekami gminy Kluczewsko są Pilica, której przebieg jest zbliżony do zachodniej granicy gminy, oraz jej dopływ Czarna Włoszczowska. Teren w dolinach rzek jest równinny, natomiast w pozostałej części dominują wzgórza Pasma Przedborsko-Małogoskiego, najwyższe z nich to Bukowa Góra (335 m n.p.m.) oraz Krzemycza Góra (334 m n.p.m.).
Północno-wschodnia część gminy znajduje się na terenie Przedborskiego Parku Krajobrazowego.

## Turystyka

### Profil turystyczny
Duża lesistość (43%), bliskość dwóch rzek (Pilica, Czarna Włoszczowska) oraz różnorodność rzeźby tereny spowodowały rozwój turystyki kajakowej, rowerowej oraz pieszej. 

### Baza noclegowa
W miejscowościach Ciemiętniki, Praczka, Kluczewsko oraz Rączki działają gospodarstwa agroturystyczne.
Na terenie gminy znajduje się Stanica Harcerska Hufca ZHP Radomsko - Biały Brzeg.

### Szlaki turystyczne
- Niebieski szlak turystyczny Biały Brzeg - Mrowina (5 km)
- Czarny szlak turystyczny Biały Brzeg - Mrowina (11 km)
- Lasami dookoła Włoszczowy -szlak rowerowy[8]

## Struktura powierzchni
Według danych z roku 2002 gmina Kluczewsko ma obszar 137,05 km², w tym:
- użytki rolne: 56%
- użytki leśne: 38%

Gmina stanowi 15,12% powierzchni powiatu.

## Demografia
Dane z 30 czerwca 2004:
| Opis                              | Ogółem | Ogółem | Kobiety | Kobiety | Mężczyźni | Mężczyźni |
| --------------------------------- | ------ | ------ | ------- | ------- | --------- | --------- |
| jednostka                         | osób   | %      | osób    | %       | osób      | %         |
| populacja                         | 5196   | 100    | 2554    | 49,2    | 2642      | 50,8      |
| gęstość zaludnienia (mieszk./km²) | 37,9   | 37,9   | 18,6    | 18,6    | 19,3      | 19,3      |

50°30'59"N 20°49'46"E

## Miejscowości
| SIMC | Nazwa miejscowości      | Rodzaj          | Miejscowość podstawowa | Położenie geograficzne                    |
| --- | ----------------------- | --------------- | ---------------------- | ----------------------------------------- |
| 0541902 | Januszewice             | wieś            |                        | 50°56′33″N 19°57′54″E/50,942500 19,965000 |
| 0542126 | Nowiny                  | wieś            |                        | 50°57′12″N 19°59′10″E/50,953333 19,986111 |
| 0542103 | Kolonia Mrowina         | wieś            |                        | 50°59′05″N 19°52′43″E/50,984722 19,878611 |
| 0542072 | Miedziana Góra          | wieś            |                        | 50°57′45″N 19°53′30″E/50,962500 19,891667 |
| 0542050 | Łapczyna Wola           | wieś            |                        | 50°59′06″N 19°53′55″E/50,985000 19,898611 |
| 0542132 | Krogulec                | wieś            |                        | 50°57′53″N 20°00′20″E/50,964722 20,005556 |
| 0542020 | Komorniki               | wieś            |                        | 50°56′22″N 19°58′48″E/50,939444 19,980000 |
| 0541983 | Kluczewsko              | wieś            |                        | 50°55′38″N 19°55′20″E/50,927222 19,922222 |
| 0542149 | Pilczyca                | wieś            |                        | 50°56′25″N 19°54′18″E/50,940278 19,905000 |
| 0541948 | Jeżowiec                | wieś            |                        | 50°59′48″N 19°55′20″E/50,996667 19,922222 |
| 0542089 | Mrowina                 | wieś            |                        | 50°59′50″N 19°52′25″E/50,997222 19,873611 |
| 0541865 | Jakubowice              | wieś            |                        | 50°56′48″N 19°55′39″E/50,946667 19,927500 |
| 0541836 | Dobromierz              | wieś            |                        | 51°00′19″N 19°53′44″E/51,005278 19,895556 |
| 0541782 | Ciemiętniki             | wieś            |                        | 50°56′57″N 19°51′39″E/50,949167 19,860833 |
| 0541776 | Brzeście                | wieś            |                        | 50°53′55″N 19°55′47″E/50,898611 19,929722 |
| 0541747 | Boża Wola               | wieś            |                        | 50°59′56″N 19°56′56″E/50,998889 19,948889 |
| 0541990 | Kolonia Bobrowska Wola  | wieś            |                        | 50°57′33″N 19°52′28″E/50,959167 19,874444 |
| 0541730 | Bobrowska Wola          | wieś            |                        | 50°58′18″N 19°53′11″E/50,971667 19,886389 |
| 0541718 | Bobrowniki              | wieś            |                        | 50°58′16″N 19°50′28″E/50,971111 19,841111 |
| 0541977 | Komparzów               | wieś            |                        | 50°54′45″N 19°53′18″E/50,912500 19,888333 |
| 0542340 | Zabrodzie               | wieś            |                        | 50°54′45″N 19°59′14″E/50,912500 19,987222 |
| 0542014 | Kolonia Łapczyna Wola   | wieś            |                        | 50°59′46″N 19°53′08″E/50,996111 19,885556 |
| 0542356 | Zalesie                 | wieś            |                        | 50°59′07″N 19°57′47″E/50,985278 19,963056 |
| 0542304 | Stanowiska              | wieś            |                        | 50°58′35″N 19°55′14″E/50,976389 19,920556 |
| 0542244 | Rzewuszyce              | wieś            |                        | 50°55′52″N 19°57′55″E/50,931111 19,965278 |
| 0542190 | Rączki                  | wieś            |                        | 51°01′03″N 19°53′44″E/51,017500 19,895556 |
| 1043750 | Pagory                  | przysiółek wsi  | Bobrowniki             | 50°57′41″N 19°51′03″E/50,961389 19,850833 |
| 0541760 | Lubicz                  | przysiółek wsi  | Boża Wola              | 50°59′23″N 19°55′00″E/50,989722 19,916667 |
| 0541807 | Za Rzeką                | część wsi       | Ciemiętniki            | 50°56′38″N 19°51′12″E/50,943889 19,853333 |
| 0541799 | Kresy                   | część wsi       | Ciemiętniki            | 50°57′12″N 19°50′43″E/50,953333 19,845278 |
| 0541813 | Praczka                 | przysiółek wsi  | Ciemiętniki            | 50°55′28″N 19°52′19″E/50,924444 19,871944 |
| 0541842 | Kopalina                | przysiółek wsi  | Dobromierz             | 51°00′19″N 19°52′16″E/51,005278 19,871111 |
| 0541859 | Stoczyska               | przysiółek wsi  | Dobromierz             | 51°00′08″N 19°51′58″E/51,002222 19,866111 |
| 0541894 | Eliaszówka              | wieś            | Jakubowice             | 50°56′42″N 19°56′26″E/50,945000 19,940556 |
| 0541931 | Łęg Januszewski         | osada wsi       | Januszewice            | 50°56′25″N 19°56′09″E/50,940278 19,935833 |
| 0541954 | Kowale                  | część wsi       | Jeżowiec               | 50°59′52″N 19°54′05″E/50,997778 19,901389 |
| 0541960 | Bytomka                 | przysiółek wsi  | Jeżowiec               | 50°59′50″N 19°53′22″E/50,997222 19,889444 |
| 1019622 | Pod Kościołem           | część wsi       | Kluczewsko             | 50°55′46″N 19°55′01″E/50,929444 19,916944 |
| 1019600 | Pod Chojną              | część wsi       | Kluczewsko             | 50°55′28″N 19°54′34″E/50,924444 19,909444 |
| 1019591 | Ośrodek                 | część wsi       | Kluczewsko             | 50°55′43″N 19°54′50″E/50,928611 19,913889 |
| 1019639 | Pod Szosą               | część wsi       | Kluczewsko             | 50°55′55″N 19°54′30″E/50,931944 19,908333 |
| 0542008 | Bobrowska Wola Kamienna | przysiółek wsi  | Kolonia Bobrowska Wola | 50°56′53″N 19°53′18″E/50,948056 19,888333 |
| 0541820 | Dąbrowy                 | wieś            | Komparzów              | 50°54′49″N 19°51′23″E/50,913611 19,856389 |
| 0542095 | Gęsiarnia               | osada wsi       | Mrowina                | 50°59′51″N 19°51′32″E/50,997500 19,858889 |
| 1019616 | Pod Korzeniem           | osada           | Pilczyca               | 50°56′20″N 19°53′37″E/50,938889 19,893611 |
| 0542161 | Dąbrowa                 | przysiółek wsi  | Pilczyca               | 50°56′31″N 19°53′42″E/50,941944 19,895000 |
| 0542178 | Kąty                    | przysiółek wsi  | Pilczyca               | 50°56′59″N 19°54′00″E/50,949722 19,900000 |
| 0542184 | Kolonia Pilczyca        | wieś            | Pilczyca               | 50°57′16″N 19°54′51″E/50,954444 19,914167 |
| 0542209 | Biały Brzeg             | osada leśna wsi | Rączki                 | 51°02′19″N 19°52′25″E/51,038611 19,873611 |
| 0542238 | Poręba                  | przysiółek wsi  | Rączki                 | 51°00′50″N 19°55′33″E/51,013889 19,925833 |
| 0542215 | Błota                   | przysiółek wsi  | Rączki                 | 51°01′12″N 19°52′07″E/51,020000 19,868611 |
| 0542221 | Gradek                  | przysiółek wsi  | Rączki                 | 51°01′51″N 19°53′02″E/51,030833 19,883889 |
| 0542296 | Zmarłe                  | przysiółek wsi  | Rzewuszyce             | 50°55′05″N 19°58′01″E/50,918056 19,966944 |
| 0542280 | Rudka                   | przysiółek wsi  | Rzewuszyce             | 50°55′38″N 19°58′52″E/50,927222 19,981111 |
| 0542333 | Żabiniec                | przysiółek wsi  | Stanowiska             | 50°58′25″N 19°56′16″E/50,973611 19,937778 |
| 0542327 | Lubicz                  | wieś            | Stanowiska             | 50°59′12″N 19°56′59″E/50,986667 19,949722 |
| 0542310 | Koprusza                | wieś            | Stanowiska             | 50°57′59″N 19°54′58″E/50,966389 19,916111 |
| Źródła: Wykaz urzędowych nazw miejscowości i ich części (xls),Dz.U. z 2013 r. poz. 200 oraz Dz.U. z 2015 r. poz. 1636, Zbiory danych państwowego rejestru nazw geograficznych -2025-03-21 |                         |                 |                        |                                           |

- Piramida wieku mieszkańców gminy Kluczewsko w 2014 roku[1].

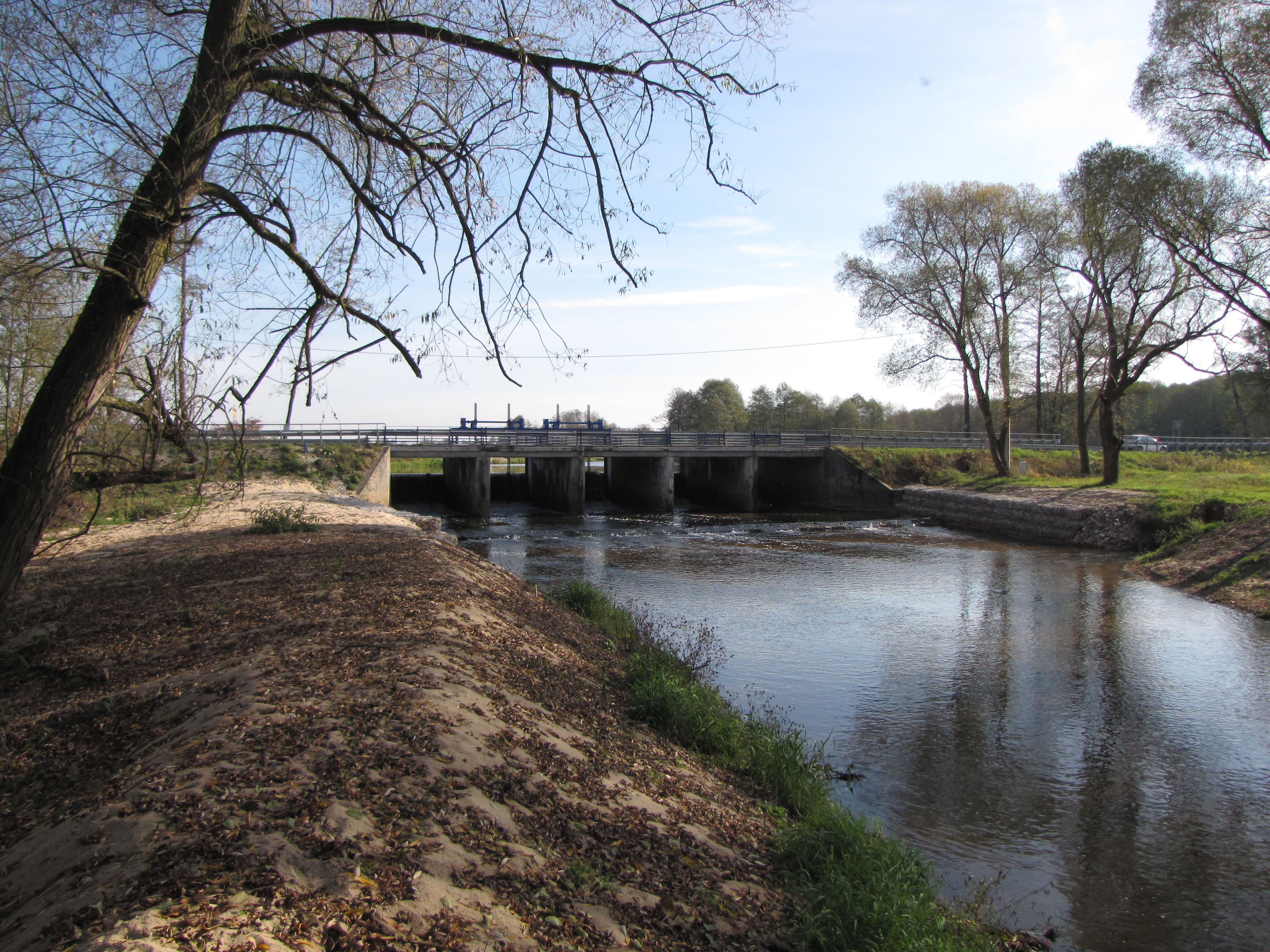
Czarna Włoszczowska w Pilczycy.

## Ochrona przyrody
Północna część gminy znajduje się na terenie Przedborskiego Parku Krajobrazowego, w obrębie którego znajdują się rezerwaty przyrody Murawy Dobromierskie oraz Bukowa Góra.

## Zabytki
- Kościół parafialny św. Wawrzyńca w Kluczewsku z początku XIX wieku.
- Kościół parafialny św. Jakuba Apostoła w Stanowiskach
- Neogotycki spichlerz dworski z XIX wieku.
- Zbór kalwiński w Łapczynej Woli z początku XVII wieku.

## Spisy ludności

### Spis ludności 1921
Według spisu ludności z 1921 roku w skład gminy Kluczewsko wchodziło 29 miejscowości, w których znajdowało się w sumie 650 domów oraz 2 inne zamieszkałe budynki. Gmina liczyła 4195 mieszkańców (mężczyźni: 2023, kobiety: 2173). Na terenie gminy mieszkali wyznawcy: rzymskiego katolicyzmu – 3998, ewangelicy – 57, prawosławni – 1, wynania mojżeszowego – 139.

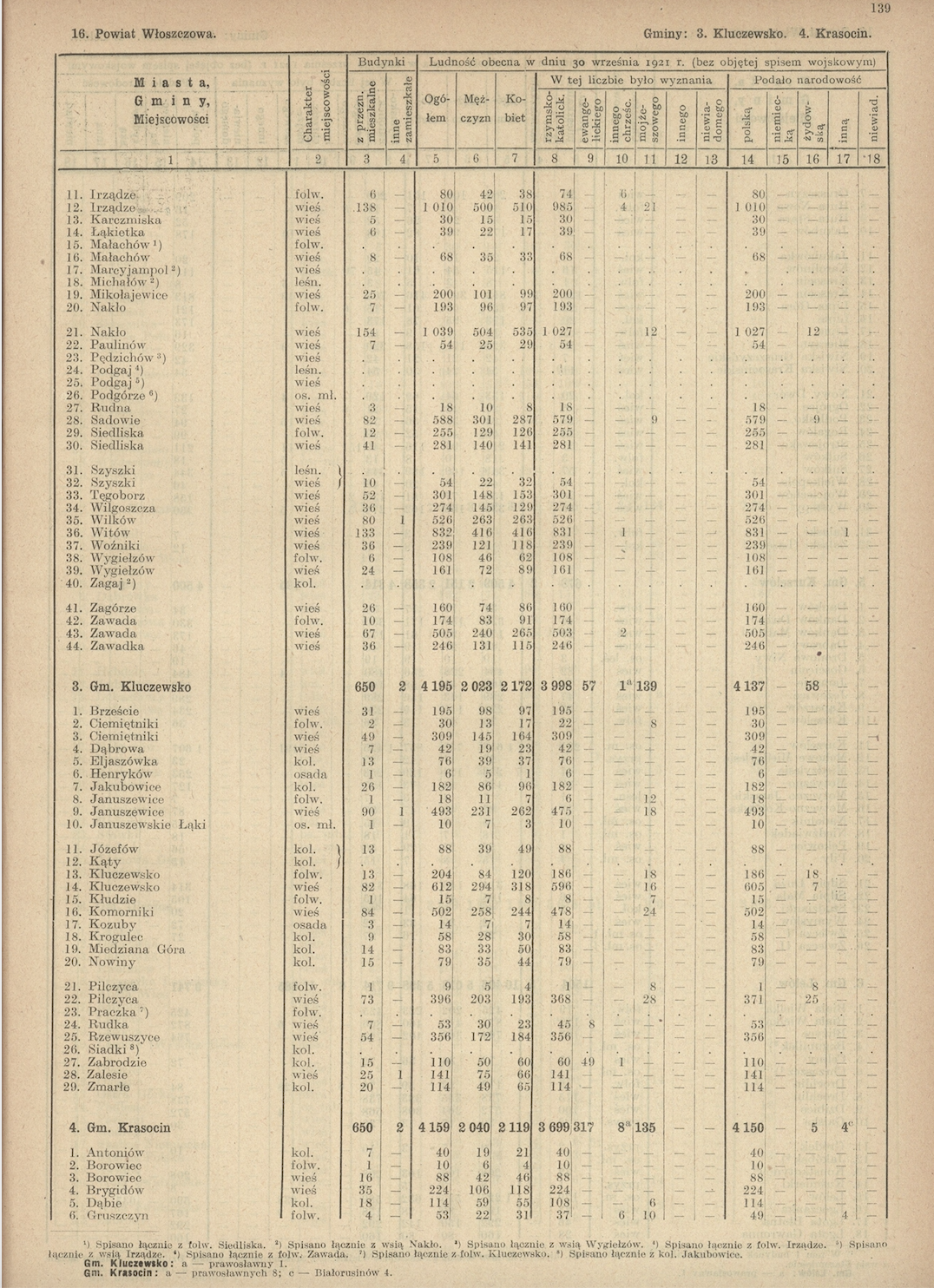
Spis powszechny 1921

## Sąsiednie gminy
Krasocin, Przedbórz, Wielgomłyny, Włoszczowa, Żytno